# Juan Pablo Duarte
Juan Pablo Duarte (Santo Domingo, 1813 — Caracas, 1876) va ser un polític dominicà.
Va estudiar a Espanya i va tornar a Santo Domingo per combatre la invasió haitiana de la República Dominicana al capdavant de la societat secreta La Trinitaria (1833-44). Després de la independència va presidir el nou govern però els conservadors, partidaris de la protecció d'una potència europea, l'obligaren a exiliar-se. Va tornar a Santo Domingo el 1864 quan es van expulsar definitivament els espanyols. Va ocupar diversos càrrecs diplomàtics a l'Amèrica del Sud, fins que es retirà, encara a l'exili. Juntament amb Matías Ramón Mella i Francisco del Rosario Sánchez se'l considera un dels pares fundadors de la República Dominicana.